# ФК Ландидно
ФК Ландидно (на уелски: Llandudno Football Club) е футболен клуб от едноименния град Ландидно. Тимът е бронзов медалист за сезон 2015 – 2016 и участник в турнира за Лига Европа през сезон 2016 – 2017 г.

## История
Футболът в Ландидно датира от 1878. През първите десет години на съществуване, клубът носи уелско-английското име ФК Клоддайт Роувърс. Преименуван е във ФК Ландидно през 1988.
Футболният клуб е сформиран, за да се осигури допълнителна заетост и обучение за играчите на крикет след края на сезона. Първият международен футболен мач Уелс срещу Ирландия се е играл в Ландидно през 1898 г. на градския стадион. През 1921 г. ФК Ландидно влиза в Уелската Национална лига (Северна) и стават шампиони през 1923 г., а през 1930 г. спечелват и Купата на Уелската лига. През 1926 г. ФК Ландидно печели купата на Северен Уелс, а през 1929 г. Купата на Северен Уелс сред аматьорите. През 1931 г. Уелската футболна федерация наказва клуба, след като FAW им нарежда да играят в Източен Уелс, но ФК Ландидно отказва да играе, заради което е преустановено участието им в турнира.
През 1935 г. ФК Ландидно влиза в новосформираната Уелска лига (Северна), оформен в една и съща година. От 1935 – 1939 клубът играе в лигата до избухването на Втората световна война, но след края на войната през 1945 г. ФК Ландидно се връща да участва в турнира, и остана там до 1974 г. През 1936 г. ФК Ландидно стават шампиони на своята лига и повтарят това си постижение през следващия сезон. През 1948 г. и 1962 г. клубът печели Купата на Северен Уелс сред аматьорите, Alves Cup през 1951 г. и Куксън Къп през 1965 г. През 1991 г. клубът се премества на модерния стадион „Мейсди Парк“, на който играе и до днес. В края на 1970 г. на мястото на стария стадион на отбора е построен магазин, поради което отборът е принуден да играе на места, които не са предназначени за футбол. Но през 1991 г. Общинския съвет открива новия стадион „Мейсди Парк“ и позволява на местния отбор да играе на него. Официалното откриване на „Мейсди Парк“ е през 1991 година. От тази година ФК Ландидно може да играе на новия стадион и става представителен футболен отбор на града. През 1994 г. е инсталирано изкуствено осветление на стадиона. На следващата година са направени закрити седалки за 130 зрители. През следващите сезони „Мейсди Парк“ претърпява съществени промени, като бива добавена и трибуна за журналистите. През сезон 2004/05, са направени нови съблекални. През следващите години е направена трибуна за хора с ограничени физически възможности. Стадиона отговаря на всички критерии на Уелската Висша лига, наложени от футболната Федерация на Уелс.
През август 2014 старши треньорът на Уелс Крис Коулман посещава „Мейсди Парк“ и открива официално реконструирания стадион „Мейсди Парк“ с категория 3G, струващ на града 420 000 паунда.
В по-голямата си част от новата си история ФК Ландидно е прекарал в по-долните групи на Уелс. През сезон 2014/15 печели шампионата във втора дивизия Къмри Алиънс и за първи път в историята си преминава в Уелската Висша лига.
През юли 2015 ФК Ландидно прави стратегическо партньорство с местната организация MBI Consulting Limited. От тогава официалното име на клуба е ФК MBI Ландидно, а градския стадион „Мейсди Парк“ е официално преименуван на MBI „Мейсди Парк“. В дебютния си сезон в елита ФК Ландидно прави фантастичен сезон и взема третото място в шампионата. Благодарение на това, че Купата на Уелс е спечелена от шампиона ФК Дъ Ню Сейнтс ФК Ландидно придобива правото да представя Уелс в Лига Европа още в дебютния си сезон във Висшата лига, завършвайки на трето място. Съперникът му в първия квалификационен кръг е ИФК Гьотеборг.

## Успехи
- Трето място и бронзов медал: 2015 – 2016